# Charles Hoag
Charles Monroe Hoag (Tulsa, Oklahoma, 19 de julio de 1931-Kansas City, Misuri, 8 de marzo de 2012) fue un jugador de baloncesto estadounidense. Con 1,88 metros de estatura, su puesto natural en la cancha era el de alero. Fue campeón olímpico con Estados Unidos en los Juegos Olímpicos de Helsinki de 1952.